# Obrenovac
Pour les articles homonymes, voir Obrenovac (homonymie).
Obrenovac (en serbe cyrillique : Обреновац) est une ville et une municipalité de Serbie situées sur le territoire de la Ville de Belgrade. Au recensement de 2011, la ville comptait 24 568 habitants et la municipalité dont elle est le centre 71 419.

## Géographie
Obrenovac se trouve à 30 km de la capitale serbe, dans une boucle de la Save.

## Localités de la municipalité d'Obrenovac

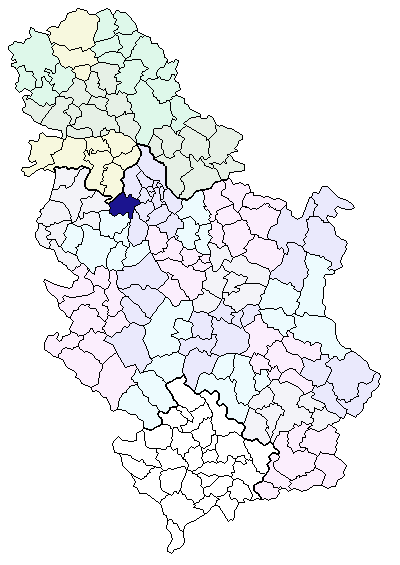
Localisation de la municipalité d'Obrenovac en Serbie
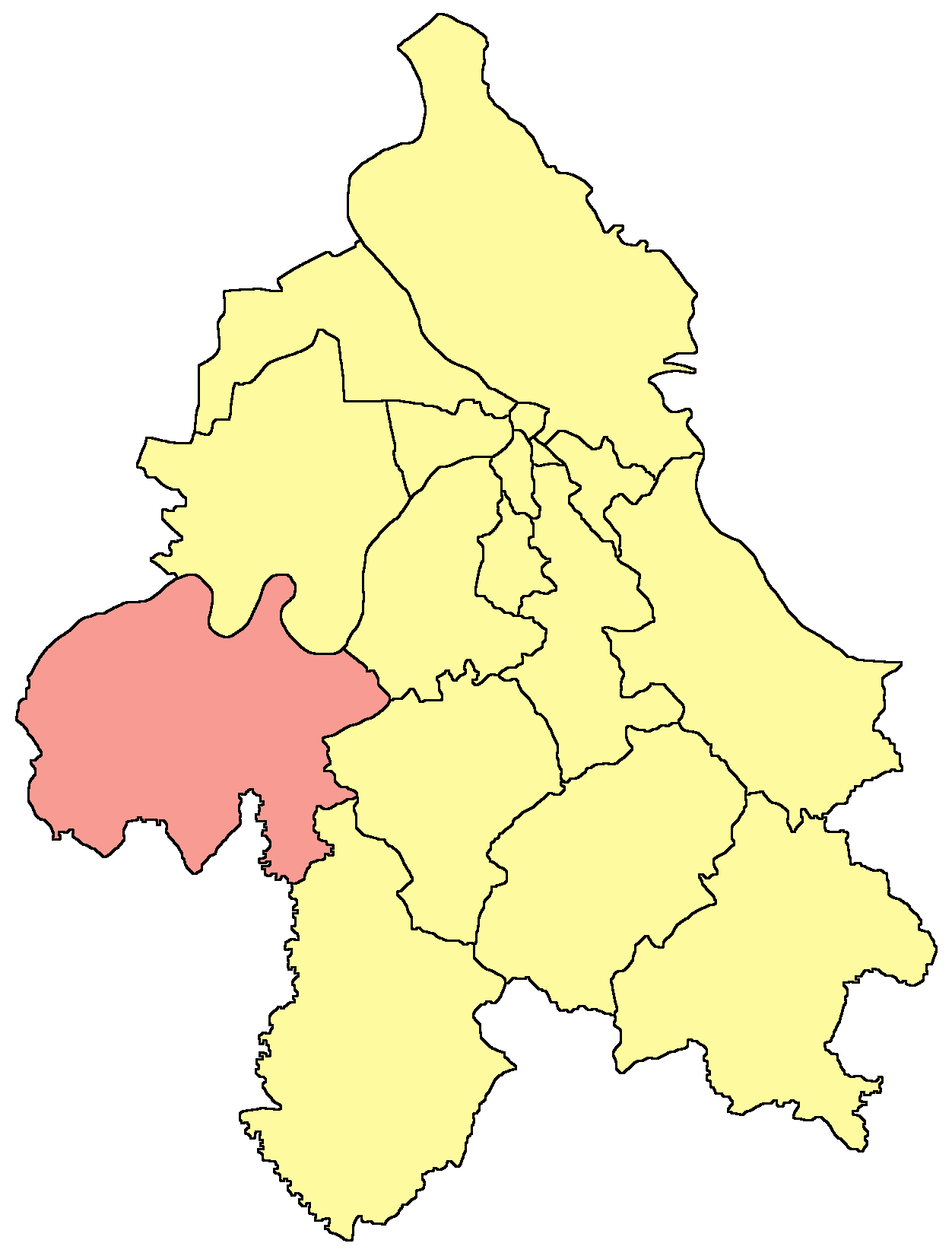
Localisation de la municipalité d'Obrenovac dans la Ville de Belgrade

La municipalité d'Obrenovac compte 29 localités :
| - Baljevac - Barič - Belo Polje - Brgulice - Brović - Veliko Polje - Vukićevica - Grabovac - Draževac - Dren - Zabrežje - Zvečka - Jasenak - Konatice - Krtinska | - Ljubinić - Mala Moštanica - Mislođin - Obrenovac - Orašac - Piroman - Poljane - Ratari - Rvati - Skela - Stubline - Trstenica - Urovci - Ušće |

## Démographie

### Ville

#### Évolution historique de la population dans la ville
| 1948  | 1953  | 1961  | 1971   | 1981   | 1991   | 2002   | 2011   |
| ----- | ----- | ----- | ------ | ------ | ------ | ------ | ------ |
| 4 677 | 5 478 | 6 991 | 13 141 | 16 821 | 22 180 | 23 620 | 24 568 |

## Politique

### Élections locales de 2004
À la suite des élections locales serbes de 2004, les 55 sièges de l'assemblée municipale se répartissaient de la manière suivante :
| Parti                                                      | Sièges |
| ---------------------------------------------------------- | ------ |
| Parti radical serbe                                        | 14     |
| Parti démocratique                                         | 13     |
| Parti socialiste de Serbie                                 | 8      |
| Mouvement serbe du renouveau                               | 6      |
| * Liste « Obrenovac naš grad » (« Obrenovac notre ville ») | 4      |
| Parti démocratique de Serbie                               | 4      |
| G17 Plus                                                   | 3      |
| Mouvement Force de la Serbie                               | 3      |

Nebojša Ćeran, membre du Parti démocratique du président Boris Tadić, a été élu président (maire) de la municipalité d'Obrenovac.

### Élections locales de 2008
À la suite des élections locales serbes de 2008, Željko Jovetić, membre du Parti démocratique, a été élu président de la municipalité.

## Économie

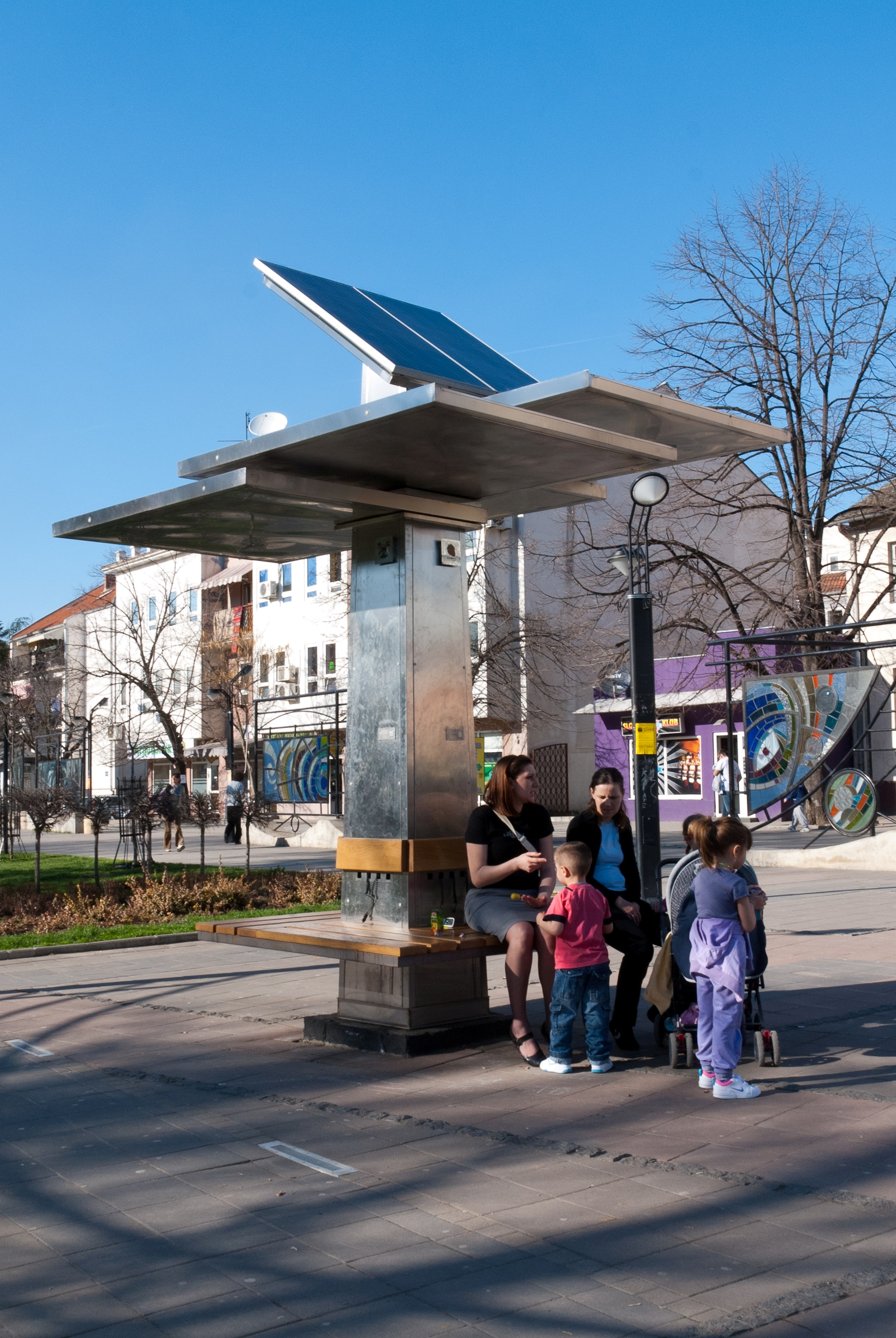

Obrenovac est une ville commerçante. À proximité se trouve une centrale électrique qui fonctionne au charbon.

## Sport
Obrenovac possède un club de football, le FK Radnički Obrenovac, fondé en 1927.

## Coopération internationale
Obrenovac a signé des accords de partenariat avec les villes suivantes :
- Drammen (Norvège)
- Kumanovo (Macédoine)
- Staré Mesto, Bratislava (Slovaquie)